# Teofil I. Aleksandrijski

Teofil je bio 23. papa Aleksandrije i patrijarh svetog Trona sv. Marka i ustoličen je 385 A.D. (97 A.M. prema koptskom kalendaru). Postao je papa u vrijeme sukoba između novodominirajućih kršćana i ukorjenjenog poganskog ustroja (establišmenta) u Aleksandriji, od kojih je svaka grupa dobivala potporu od određenog broja aleksandrijskog stanovništva.

## Pozadina
Godine 391., Teofil je, prema svjedočenju Rufina i Sozomena otkrio skriveni poganski hram. On i njegovi sljedbenici su s prijezirom prikazivali poganske artefakte javnosti koji su toliko izvrijeđali pogane da je sve rezultiralo nasiljem, odnosno njihovim napadom na kršćane. Kršćani su krenuli u protunapad, prisiljavajući pogane da se povuku u Serapeum. Car je poslao pismo Teofil kojim je od njega zahtijevao da pomiluje uvrijeđene pogane, ali da uništiti hram; prema Sokratu Skolastiku, njegovom suvremeniku, potonji aspekt (uništavanje hrama) je dodan kao rezultat izrazitog Teofilovog zahtjeva.

Skolastik dalje navodi sljedeće:
Koristeći ovu priliku, Teofil je do maksimuma dao sve od sebe... on je prouzročio da Mitreumi budu uništeni ... Onda je uništio Serapeum ... dao je da se falus od Prijapa pronese kroz središte foruma. ... hramovi neznabožaca ... stoga su sravnjeni sa zemljom, a slike njihovih bogova istopili su u posude i drugo prikladno posuđe za upotrebu u aleksandrijskoj crkvi (Socrat Skolastik, Crkvena povijest)

## Posljedice
Mnogi drevni i moderni autori su vidjeli razaranje Serapeuma kao prezentaciju trijumfa kršćanstva nad drugim religijama. Prema Ivanu iz Nikije u 7. stoljeću, kada je rulja sačinjena od koptskih monaha linčovala i oderala filozofkinju Hipatiju, kličući su 
prihvatili Teofilovog nećaka i nasljednika Ćirila kao "novog Teofila, jer je uništio posljednje ostatke idolopoklonstva u gradu".
Teofil se, nakon što ih je neko vrijeme podržavao, okrenuo protiv sljedbenika Origena. Promijenio je viđenje Boga iz neprimjerenog tumačenja do kojega je držao Origen, na antropomorfno gledište do kojega su držali mnogi lokalni redovnici, a koji su neprijateljski gledali na njegovo pastoralno pismo 399. godine.
U pratnji svoga nećaka Ćirila otišao je u Konstantinopol 403. godine i tamo je predsjedao na Sinodi od Hrasta" na kojoj je Ivana Zlatoustog bio izopćen.

Dana 10. srpnja u grčkom pravoslavnom sinaksarionu održava se komemoracija za 10.000 redovnika ubijenih po zapovijedi pape Teofila koje je počinio u svojoj paranoidnoj kampanji protiv nazirućeg (pokreta) origenizma kao i protiv četiri visoka brata. Njegov nećak i dinastijski nasljednik Ćiril bio je kanoniziran i u Istočnom i u Zapadnom kršćanstvu, uz izuzetak asirske crkve Istoka, zbog njegovih artikulacija i obrane hipostatskog jedinstva, njegove središnje uloge u Prvom saboru u Efezu i njegovom protivljenju prema patrijarhu Nestoriju iz Konstantinopola.

## Preživjeli radovi
- Prepiska sa sv. Jeronimom, papom Anastazijem I. i papom Inocentom I.
- Pamflet protiv Ivana Zlatoustog
- Propovjed o Raspeću i Dobrom Lopovu
- Propovjedi koje je preveo sv. Jeronim (sačuvao Jacques Paul Migne)
- Druge propovjedi sačuvane na koptskom i staroegipatskom Geez jeziku.

## U popularnoj kulturi
- Teofil se pojavljuje u romanu Flow Down Like Silver, Hypatia of Alexandria koju je napisala Ki Longfellow.
- Pojavljuje kao lik kojeg je odglumio Manuel Cauchi u filmu Agora[19] iz 2009. godine, u režiji Alejandra Amenábar.

## Ostavština
Jedan krater na Mjesecu je dobio ime po Teofilu, a isti je dio skupine od tri mjesečeva kratera nazvana po istaknutim aleksandrijskim kršćanima.

Papa Teofil se štuje kao svetac samo unutar koptske crkve 18. dana mjeseca baba prema koptskom kalendaru odnosno 20. dan 
mjeseca baba u sirijskoj Crkvi. Njegovu svetost ne priznaju ni pravoslavna, ni rimokatolička ni asirska Crkava.

## Vanjske poveznice
- Teofil Aleksandrijski
- Odlazak sv. Teofila
- Sinaksarion koptske Crkve
- Odlazak sv. Timoteja Aleksandrijskog
- Aleksandrijska Crkva
- Khaled Gamelyan: The Coptic Encyclopedia,opensource

| Koptske pape Aleksandrije            | Koptske pape Aleksandrije           | Koptske pape Aleksandrije       |
| ------------------------------------ | ----------------------------------- | ------------------------------- |
| prethodnik Timotej I. Aleksandrijski | Aleksandrijske pape 385. - 412. AD. | nasljednik Ćiril Aleksandrijski |